# Günter Verheugen
Günter Verheugen (Bad Kreuznach, Alemanya 1944) és un polític i historiador alemany que fou Comissari Europeu d'Empresa i Indústria i ocupà una de les vicepresidències a la Comissió Barroso I.

## Biografia
Va néixer el 28 d'abril de 1944 a la ciutat de Bad Kreuznach, població situada a l'estat de Renània-Palatinat. Va estudiar història, sociologia i ciències polítiques a la Universitat de Colònia i de Bonn.
Entre 1990 i 1999 fou president del Consell d'Administració de la Deutsche Welle, la ràdio i televisió pública d'Alemanya.

## Activitat política

### Política nacional
Inicialment fou membre del partit liberal Freie Demokratische Partei (FDP), esdevenint el seu secretari general entre 1978 i 1982. Aquell any abandonà el partit per la negativa de la direcció de continuar en el govern del canceller Helmut Schmidt.
Afiliat al Partit Socialdemòcrata d'Alemanya (SPD), el 1983 aconseguí esdevenir diputat al Parlament d'Alemanya, esdevenint membre del comitè d'afers exteriors entre 1983 i 1998. Així mateix entre 1994 i 1997 fou el líder al parlament del seu grup.

### Política europea
El 1999 abandonà la política nacional per esdevenir membre de la Comissió Prodi, sent nomenat Comissari d'Ampliació de la Unió Europea, càrrec que desenvolupà fins al novembre de 2004 i des del qual va impulsar les negocacions d'adhesió de Turquia.
El novembre de 2004 inicià el seu mandat com a Comissari d'Empresa i Indústria i Vicepresident de la Comissió Europea a la Comissió Barroso.
Amb la renovació de la comissió el 2010, quedà fora d'ella, ja que el govern alemany nomenà a Günther Oettinger com a nou comissari alemany.